# Odo Ier (margrave de la Marche de l'Est saxonne)
Pour les articles homonymes, voir Odo.
Odo Ier, connu aussi sous le nom d’Hodo, né vers 930 et mort le 13 mars 993, est un comte en Saxe. Il fut margrave de la marche de l’Est saxonne de 965 jusqu’à sa mort. 

## Biographie
La filiation d'Odo n'est pas déterminée ; il aurait été un parent de la famille de Gero qui exerçait depuis 939 la seigneurie sur les tribus slaves (« Wendes ») à l'est de l'Elbe et de la Saale en sa qualité de margrave au service du roi germanique Otton Ier. Certains généalogistes estiment qu'il était un fils du comte Siegfried de Mersebourg († 937), frère du margrave Gero, et un petit-fils de Thietmar, le tuteur d’Henri l'Oiseleur. Selon d'autres interprétations, Odo est sans doute un fils (ou gendre) d’Hidda († 970), sœur de Gero, et de son époux le comte saxon Christian ; dès lors, il serait un frère (ou beau-frère) du margrave Thietmar de Misnie, qui était certainement un fils d’Hidda. Odo a été inhumé à Nienburg où Thietmar et son frère l'archevêque Géron de Cologne avaient fondé un monastère ; ceci indique qu’il y avait certainement des liens de parenté entre les hommes. 

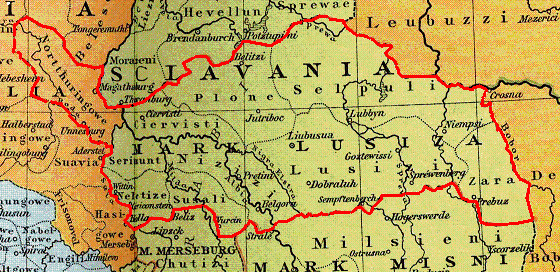
La marche de l'Est saxonne (Mark Lusiza) et le Nordthüringgau vers l'an 1000 (reconstruction du XIXe siècle).

Odo fut confident du roi Otton et le tuteur de son fils Otton II. À la mort du margrave  Gero, probablement l’oncle d’Odo, en 965, sa vaste marche (la marca Geronis) le long de la frontière orientale de la Germanie a été divisée en cinq marches plus petites. Odo a reçu la marche de l’Est, la future marche de Lusace. Plus tard, Odo est également mentionné comme un comte dans les Gaue sorabes de Nizizi et de Zitizi. Odo est apparu pour la première fois dans les documents avec le titre de marchio (margrave) en 974, bien qu’il ait obtenu sa marche (officiellement un comté) en 965. La même année, Odo a été fait comte du Nordthüringgau en Ostphalie. 
Au cours de ses campagnes vers l'est, Odo était entré en guerre avec le prince Mieszko Ier de Pologne à la fin des années 960. En 972, voulant forcer les Polanes à payer un tribut pour le territoire, les troupes du margrave sont apparues sur les rives de l'Oder et de la Warta. Le 24 juin 972 (ou 979), l'armée d'Odo fut battue par les Polonais à la bataille de Cedynia. Du lointain Rome où il séjournait au mariage d'Otton II et Théophano, l’empereur a ordonné aux deux hommes de cesser les hostilités et d’attendre son arbitrage. L'année suivante, Mieszko et son fils Boleslas ont été cités à la diète de Quedlinbourg pour faire leur paix avec Odo. Le chroniqueur Dithmar de Mersebourg rapporte, apparemment avec beaucoup de plaisir, que la réputation d’Odo était telle que Mieszko « n’aurait jamais osé, portant son manteau de fourrure, entrer dans une maison où se trouvait le margrave, ou rester assis alors que le margrave se mettait debout ».  
En 983, Odo a participé à la lutte contre l'insurrection de la fédération des Lutici dans la marche du Nord s'avère infructueuse. À la mort du margrave Thiemaren 978, ses prétentions sur la marche de Misnie sont rejetées en faveur du comte Gunther de Mersebourg. De même, Gero II, fils de Thietmar, lui a succédé dans la marche de l'Est.
Odo était marié à Frederuno, possiblement fille du comte Christian. Il a laissé un fils, Siegfried, qui est devenu moine à Nienburg. Après le décès de son père, il a abandonné la vie religieuse pour réclamer, sans succès, l’héritage de son père. Il est quand-même devenu comte en 1018. En 1030, il s’est allié avec Mieszko II de Pologne. Une fille d'Odo, Hidda (?), est peut-être la mère du comte Esico de Ballenstedt, un ancêtre de la maison d'Ascanie.

## Sources
- Reuter, Timothy. Germany in the Early Middle Ages 800–1056. New York: Longman, 1991.
- Thompson, James Westfall. Feudal Germany, Volume II. New York: Frederick Ungar Publishing Co., 1928.
- Fondation de généalogie médiévale: Nobility of Meissen.

- (en) Cet article est partiellement ou en totalité issu de l’article de Wikipédia en anglais intitulé « Odo I, Margrave of the Saxon Ostmark » (voir la liste des auteurs).